# TM+
TM+ est un ensemble de musique contemporaine français créé en 1986 et dirigé par Laurent Cuniot. Il est en résidence à la Maison de la musique de Nanterre depuis 1996,.

## Projet artistique
TM+ se consacre au répertoire musical contemporain et à la création,, dans un esprit de dialogue avec d’autres répertoires musicaux (baroque, jazz, traditionnel, etc.),,. Ses saisons proposent des concerts et des spectacles pluridisciplinaires (opéra, théâtre musical, ciné concert, spectacles chorégraphiques, conférences), et une forme spécifique propre à l’Ensemble : le Voyage de l’écoute, dans lequel des pièces de répertoires différents sont interprétées sans rupture ni discontinuité,. Attaché à la qualité de l’écoute et au son, l’Ensemble, composé de 21 musiciens auxquels s’ajoutent chaque saison une quinzaine d’autres instrumentistes ou chanteurs, consacre également une part importante de son activité à l’action culturelle,,.

## Histoire
L'histoire TM+ commence en 1986, lorsque Laurent Cuniot prend la direction musicale du Trio GRM +, fondé au sein du Groupe de Recherches Musicales (GRM),en 1977 à l'initiative de François Bayle  pour l'agrandir et le transformer en L'ensemble instrumental électro-acoustique TM+.

### L'Ensemble Instrumental électro-acoustique TM+ (1986-1993)
À cette époque, Laurent Cuniot, violoniste et compositeur, se forme à la direction d’orchestre auprès du chef russe Youri Simonov,. L’Ensemble est alors composé de sept musiciens : clarinette, cor, percussions, deux synthétiseurs, violon et violoncelle. TM+ conserve son origine expérimentale, en « alliant des instruments traditionnels à des synthétiseurs joués en direct et considérés comme des instruments à part entière ». L’ensemble s’attache alors à « définir un équilibre entre la création d’un vaste répertoire original […] et le travail en profondeur de l’interprétation de ces œuvres ».
« L’ensemble, qui restera sous cette forme jusqu’en 1993, va générer un important répertoire auprès de compositeurs comme Alain Bancquart, Christophe Maudot et Bruno Mantovani (qui ont successivement pris la suite de Yann Geslin et Denis Dufour aux synthétiseurs), Lucia Ronchetti, Enrico Correggia, Thierry Blondeau, Laurent Martin, José-Luis Campana, François Paris, etc. ».
L’objectif de la formation est simple : créer et partager la musique contemporaine avec le public le plus large possible. Aussi l’ensemble se consacre-t-il essentiellement durant ses premières années à l’interprétation de créations, dans le cadre de festivals comme « Vibrations », conçu et organisé par l’ensemble du 11 au 27 mai 1988 ; mais également en France et en Europe (Voix Nouvelles, MANCA, Musiques en scène, MIDEM, Aujourd’hui Musiques, Présences, Biennale de Bordeaux-Madrid, Antigona et Nuova Musica Internazionale).
L’association gérant l’Ensemble est créée en août 1988. Au cours des sept années suivantes, l’ensemble évolue dans sa structure : l’effectif passe à quinze musiciens, tous issus de prestigieuses formations parisiennes et régionales.

### Résidence au Conservatoire National d'Art Dramatique (1993-1996)
De septembre 1993 à juin 1996, l'ensemble s'installe en résidence au Conservatoire National Supérieur d'Art Dramatique de Paris. Il y présente pendant ces quatre années un répertoire élargi associant les musiciens de l'ensemble et les élèves du Conservatoire, « afin de faire dialoguer les œuvres d’époques et de styles différents ». Les programmes comprennent également les grands classiques de la seconde moitié du XXe siècle » . Cette période jette les bases artistiques de l’ensemble, tout en s’inscrivant dans une logique d’interdisciplinarité, renforcée par la résidence au sein d’un lieu de théâtre.
L’effectif instrumental s’élargit jusqu’à 23 musiciens et son répertoire se consacre aux œuvres pour ensemble, tout en s’ouvrant aux compositeurs vivants.

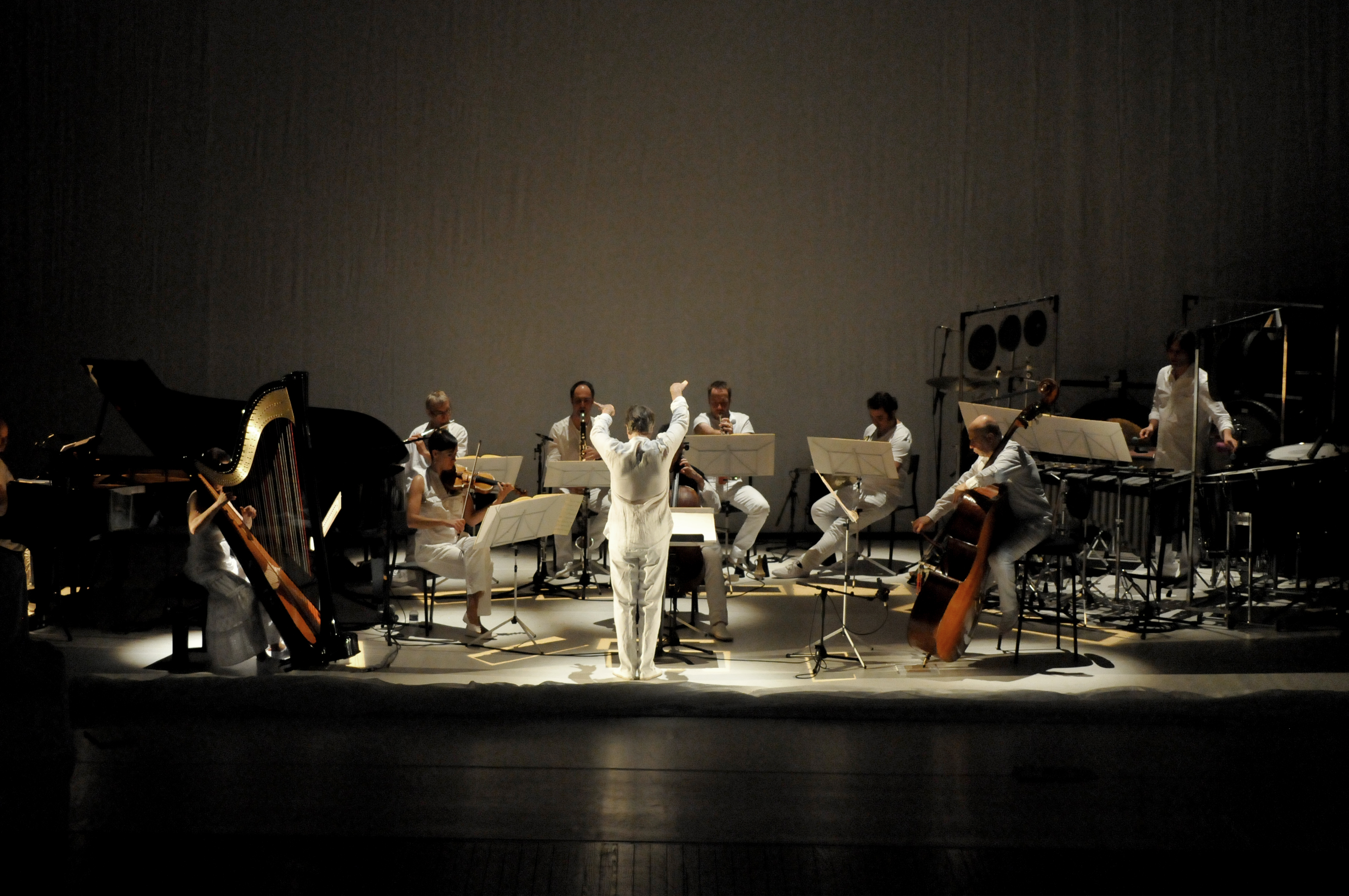
La Haine de la Musique au Festival Musica de Strasbourg (2014)

### Résidence à Nanterre (depuis 1996)
En 1996, Laurent Cuniot profite de la création de la Maison de la musique deux ans plus tôt pour implanter TM+ à Nanterre (Hauts-de-Seine),. Une ville, « multiculturelle où les notions au cœur du projet artistique de TM+ (ouverture, rencontre, partage), prennent tout leur sens ». L’ambition de TM+ est de partir à la rencontre de tous les publics,. Se déploie dès lors un projet associant création et mission de sensibilisation et de transmission, soutenu par la Ville, le Département et la Région,. TM+ y créé la majorité de ses concerts et spectacles, et s'appuie depuis plus de vingt ans sur un réseau de partenaires institutionnels et territoriaux précieux pour sa diffusion et ses actions culturelles, qui constituent l'un de ses principales activités,. L'Ensemble mène ainsi chaque année plusieurs parcours d'éducation artistique et culturelle en milieu scolaire, et est présent également auprès de publics fragiles (malades, retraités, détenus).
Si les nouvelles technologies restent dans l'ADN de l'Ensemble, comme en témoigne régulièrement les projets avec l'Ircam (Les Vagues de Florence Baschet en 2015, Reverse Flows avec Jesper Nordin en 2015, Bal Passé de Januibe Tejera en 2019), son orientation reste essentiellement instrumentale avec une programmation de concert en formation de chambre ou en grande formation et des programmes de concerts spécifiques comme les Voyages de l'écoute (Traversée avec Ballaké Sissoko en 2016 ou Fantaisies associant musique contemporaine et musique baroque en 2017,).
TM+ propose également des formes de spectacles pluridisciplinaires du type opéra, théâtre musical ou associant musique, cinéma (le ciné concert Est Side, West Side sur une musique de Bruno Mantovani), danse (Revolve sur une musique de Gérard Grisey et une chorégraphie d’Emmanuelle Vo-Dinh,), peinture (Jaune Rouge Bleu d’après la toile de Kandinsky et la Sérénade opus 24 de Schoenberg), théâtre (La Haine de la Musique, monodrame d’après Pascal Quignard).
L'Ensemble a également produit des spectacles mêlant différents genres comme Anatomie de l'écoute, une conférence théâtrale et musicale avec le duo Grand Magasin, qui explore les ressentis d'écoute et l'émotion musicale ; Counter Phrases, recréation du ciné-concert de Thierry de Mey et Anne Teresa de Keersmaeker, avec l'Orchestre symphonique de Mulhouse et le joueur de kora malien Ballaké Sissoko, mêlant musique contemporaine, musique africaine et film de danse; La Petite Renarde Rusée, opéra de Leos Janacek, mis en scène par Louise Moaty avec la compagnie l'Arcal, proposant la réalisation en direct d'un film d'animation, les chanteurs manipulant eux-mêmes les marionnettes de leur personnage ; ou Votre Faust, opéra participatif composé par Henri Pousseur sur un livret de Michel Butor, dans une mise en scène d'Aliénor Dauchez.
L'Ensemble mène par ailleurs chaque saison des projets de création associant musiciens professionnels et amateurs de son territoire de résidence, comme Symphonie ville, projet ayant eu 3 éditions (2013, 2015, 2017) et dont l'objectif était de refléter la vitalité musicale nanterrienne,.
TM+ est membre de la FEVIS (Fédération des Ensembles Vocaux et Instrumentaux Spécialisés) et de Futurs Composés.

#### Diffusion en France et à l'étranger
TM+ participe à plusieurs événements et festivals de premier plan consacrés à la création tels que le concert de clôture de l’IRCAM en 2005, le festival Why Note de Dijon, Les Paris de la Musique, le Festival Les Musiques du GNEM, le festival de Besançon, le Festival Extension du Domaine de la Note, etc.
TM+ joue également à l’étranger dans le cadre de tournée en Europe, l’ensemble s’est produit en Italie (Opera Prima Europa Festival de Rome, 2001 ; Palais Farnèse, 2008), en Finlande (Rituarihone d’Helsinski, 2008) aux Pays-Bas (Amsterdam en 2009 et 2011), en Suisse (Festival Archipel de Genève, 2010),  en Allemagne (Konzerthaus de Berlin, 2011), en Grèce (Athènes et Megaron de Thessalonique, 2014), en Espagne (Festival Mixtur de Barcelone en 2019). Il a élu plusieurs fois résidence au Danemark : en mai 2003 dans le cadre du Festival Franco-Danois de Copenhague, en octobre 2008 à la Carl Nielsen Academy of Music d’Odense et à la Royal Danish Academy, où il est retourné durant le printemps 2010. Enfin en mai 2012 où il était présenté au festival danois Athelas.  
L’ensemble s'est rendu au Brésil en août 2003 (Porto Alegre, Sao Paolo, Campinas, Rio de Janeiro) puis au Mexique en novembre 2013 en compagnie de l’ensemble de percussion Tambuco pour un concert à deux ensembles (Festival internacional de Morelia, Sala Nezahualcoyotl et Fonoteca nacional de Mexico.
En 2016, TM+ s’envole pour la première fois aux États-Unis pour jouer à New York la pièce de théâtre musicale Bronx en Seine, réunissant de jeunes Nanterriens encadrés par l’association le Théâtre du Bout du Monde, et des adolescents du Bronx.

## Musiciens
L'ensemble est composé aujourd'hui de 21 musicien.ne.s.
| Pupitre     | Instrumentistes       |
| ----------- | --------------------- |
| Direction   | Laurent Cuniot        |
| Flûte       | Gilles Burgos         |
| Flûte       | Anne-Cécile Cuniot    |
| Hautbois    | Louis Luciat          |
| Clarinette  | Nicolas Fargeix       |
| Clarinette  | Bogdan Sydorenko      |
| Basson      | Yannick Mariller      |
| Cor         | Eric du Faÿ           |
| Trompette   | André Feydy           |
| Trombone    | Olivier Devaure       |
| Harpe       | Anne Ricquebourg      |
| Percussions | Florent Jodelet       |
| Percussions | Gianny Pizzolato      |
| Piano       | Julien Le Pape        |
| Piano       | Ninon Hannecart-Ségal |
| Piano       | Géraldine Dutroncy    |
| Violon      | Noëmi Schindler       |
| Violon      | Maud Lovett           |
| Alto        | Marc Desmons          |
| Violoncelle | Florian Lauridon      |
| Violoncelle | David Simpson         |
| Contrebasse | Charlotte Testu       |

## Créations
Créations au répertoire de TM+ depuis 1986 :
- 2020 : Diffractions, création avec l'artiste Justine Emard et Helena Tulve à la Maison de la Musique de Nanterre
- 2019 : The Other (In)Side, création de Benjamin de la Fuente pour 7 musiciens et électronique.
- 2019 : Bal Passé de Januibe Tejera pour accordéon soliste, ensemble instrumental, lumière et électronique en temps réel.
- 2018 : In-Yo-Gogyo de Yoko Kubo pour flûte, hautbois, piano, harpe, percussion, violon, violoncelle[42].
- 2018 : (D)Tourner de Philippe Leroux pour percussion solo, flûte, hautbois, clarinette, cor, percussions, piano 2 violons, alto, violoncelle. Dans le cadre du festival Présences de Radio France[43].
- 2018 : Avec de Bastien David pour flûte, clarinette, cor, violon, alto, violoncelle. Dans le cadre du festival Présences de Radio France[44].
- 2018 : Voyages I, II, III de Robin de Raaff.
- 2018 : Conditions de Lumière de Laurent Cuniot.
- 2017 : Les Rayures du Zèbre d’Alexandros Markeas et Sylvain Cathala pour 10 musiciens de TM+ et de Print[45].
- 2017 : Chaos-Opéra d’Alexandros Markeas pour ensemble, orchestre, steelband et gamelan.
- 2017 : Amusing Grace de Régis Campo pour ensemble, orchestre, steelband et gamelan.
- 2017 : Street Art de Régis Campo. Nouvelle version pour 12 musiciens.
- 2017 : Désarmés d’Alexandros Markeas pour deux solistes, trio pop rock et chœur d’adolescents.
- 2016 : Votre Faust (création française) Opéra de Henri Pousseur sur un livret de Michel Butor mis en scène par Aliénor Dauchez
- 2016 : Teixists d’Oriol Saladrigues[46].
- 2016 : Bronx en Seine de Laurent Cuniot. Musique de scène.
- 2016 : desOrdre de Jonathan Pontier pour ensemble et orchestre et chœur de lycéens.
- 2015 : Rouge Mineur de Laurent Cuniot.
- 2015 : Textos invisibles de Luis Quintana.
- 2015 : Synacleft de Imsu Choi.
- 2015 : Reverse flows de Laurent Cuniot.
- 2015 : Street art de Régis Campo pour ensemble, orchestre de vents, percussions, harpes, guitares, violoncelles et chœur d’adolescents.
- 2015 : The Waves, création de Florence Baschet d'après les Vagues de Virginia Woolf. Pour voix, flûte, clarinette, piano, violon, alto, violoncelle et électronique.
- 2014 : Dans le miroir d’Alice de Laurent Cuniot, 2014 Musique de scène pour voix, 2 flûtes, 2 clarinettes, guitare, harpe et percussions. Coproduction TM+, Théâtre du Bout du Monde et Conservatoire de Nanterre.
- 2014 : La Haine de la Musique, création de Daniel d'Adamo d'après l'essai de Pascal Quignard. Monodrame pour comédien, ensemble et électronique. Mise en scène : Christian Gangneron. Première représentation le 9 octobre 2014 au Festival Musica (Strasbourg).
- 2014 : Ypokosmos, oratorio des bas fonds inspiré du rébétiko, création d'Alexandros Markeas. Concert pour ensemble et amateurs. Créée le 4 octobre 2014 à la Maison de la Musique (Nanterre). TM+ était accompagné de 3 chorales amateurs et d'un ensemble à plectre amateur.
- 2013 : Symphonie Ville de Jonathan Pontier. Créée par l’ensemble TM+ le 25 avril 2013 à la Maison de la musique de Nanterre Pour 2 pianos, 2 percussions, 4 ensemble de musiciens amateurs (ensemble de steel-drum, ensemble de percussions africaines, fanfare, ensemble électronique, dispositif Meta Mallette du studio Puce-Muse).
- 2013 : Ephémères de Sophie Lacaze pour clarinette, violon et violoncelle. Création dans le cadre du Festival Sons d’Automne à Annecy.
- 2013 : Prélude démesuré de Laurent Cuniot. Recréation pour violon et clarinette.
- 2013 : E la mezzanotte libera voli de Laurent Cuniot, Pour cor, trompette, trombone et vibraphone.
- 2013 : Citoyenne Insolente d’Alexandros Markeas. Pour soprano, flûte, clarinette, violon, violoncelle, piano et percussions.
- 2012 : Metal de Corazones, Javier Alvarez. Créée le 5 avril 2012 à la Maison de la musique de Nanterre. Avec l’ensemble Tambuco.
- 2012 : La muette, de Florence Baschet, pour voix, électronique et ensemble, sur un texte de Chahdortt Djavann.
- 2012 : Tres cantos De Gualtiero Dazzi Pour mezzo, harpe et quintette à cordes.
- 2012 : Cors et cris de Gilbert Amy pour ensemble et électronique en temps réel.
- 2012 : Sentiment d’insécurité de Lionel Bord, pour flûte, clarinette, piano, violon, alto et violoncelle.
- 2012 : Tanz-suite, d’Adrian Borreda, pour ensemble et électronique.
- 2012 : Novità de Clara Iannotta pour violoncelle, ensemble et électronique.
- 2012 : El Espero de Agua de Tomas Koljatic pour voix, harpe, ensemble et électronique.
- 2012 : Conlon’s Dream d’Alexandros Markeas avec l’ensemble Tambuco.
- 2011 : Psycho Création d’Alexandros Markeas pour 2 ensembles de 7 musiciens et dispositif multimédia avec l’ensemble Court-Circuit.
- 2011 : De part et d’autre, de Miguel Azguime, pour ensemble.
- 2011 : Des Pétales dans la bouche de Laurent Cuniot. Opéra sur un texte de Maryline Desbiolles pour mezzo-soprano et 15 instruments.
- 2010 : Dust encapsuled#2 de Rune Glerup pour flûte, clarinette, piano, violon et violoncelle.
- 2010 : Trois voyages d’Alexandros Markeas pour mezzo-soprano, comédienne et 4 instruments (1 flûte, 1 clarinette, 1 violon, 1 violoncelle).
- 2009 : Archipelago d’Alexandros Markeas pour 1 clarinette, 1 percussionniste, 1 piano, 1 violon, 1 violoncelle, 1 steeldrum.
- 2006 : Trois clins d’œil rythmés d’Alexandros Markeas pour clarinette et électronique (reprise en 2012).
- 2006 : Ombrae de Laurent Cuniot pour hautbois et ensemble.
- 2004 : Zapping  d’Alexandros Markeas pour percussion solo, ensemble de 6 instruments (1 flûte, 1 clarinette, 1 clarinette basse, 1 violon, 1 alto, 1 violoncelle), électronique et vidéo.
- 2003 : Spring and All de Laurent Cuniot sur des poèmes de William Carlos Williams pour mezzo-soprano et ensemble.
- 2002 : Schizophonia d’Alexandros Markeas pour chœur mixte, flûte, clarinette, piano, violon, alto, violoncelle.
- 2001 : Ihm, eine Hymne de Laurent Cuniot sur des poèmes de Else Lasker-Schüler. Pour 6 voix solistes et 7 instruments.
- 2000 : Hommage à Salieri d’Alexandros Markeas sur un texte de Claire Legendre, pour flûte,  clarinette, percussion, piano, clavier électronique, violon, violoncelle et 1 comédien.
- 1987 : Cinq Pièces pour Hamlet de Laurent Cuniot pour soprano colorature, 2 hautes-contre, 2 ténors, 2 barytons , clarinette, cor, percussion, 2 synthétiseurs, violon, violoncelle et sons fixés.

## Discographie
Disques enregistrés par TM+ depuis 1992 :
- 2023: Farida Parveen et Laurent Cuniot, Trans-portées (Label Soond)
- 2021: Laurent Cuniot, Efji, disque monographique (Label Merci pour les sons)
- 2014 : Javier Alvarez, Progresion (pièce Metal de Corazones en compagnie du groupe de percussions Tambuco) (Oocasete).
- 2013 : Niels Rosing-Schow, Peinture du temps (Label Dacapo).
- 2004 : Alexandros Markeas, Les Contes de Grimm (Label Frémeaux et associés).
- 2003 : Bruno Mantovani, Troisième Round (Label Aeon).
- 1996 : José-Louis Campana, Dholak/Noctal II et III/Lust-ich 2/Involtura sonora/ « Je est un autre… » (MFA-Cybélia/Skarbo).
- 1995 : François Paris, Sur la nuque de la mer étoilée /l’octobre seul/ les cinq chants de l’ombre blanche/Roque (MFA – Radio France).
- 1992 : Laurent Cuniot, Cinq pièces pour Hamlet/ la lice des nuits/ l’exil au miroir (MFA-Salabert).